# Place Roger-Salengro (Nantes)
Pour les articles homonymes, voir Place Roger-Salengro.
La place Roger-Salengro est une place de Nantes, en France.

## Situation et accès
Située dans le Centre-ville de Nantes, cette place rectangulaire est bordée au nord par l'hôtel de préfecture de la Loire-Atlantique, en fonction duquel elle est articulée. Perpendiculairement à la façade de celui-ci, et dans le prolongement de l'axe de symétrie de la place, s'ouvre vers le sud-est la rue du Roi-Albert, qui mène à la place Saint-Pierre. Dans l'axe longeant la grille de la préfecture, la place est desservie par la rue Maurice-Duval au sud-ouest, et la rue d'Argentré. Du sud-sud-ouest débouche la rue d'Aguesseau, une impasse vers l'est permettant la symétrie. L'esplanade présente deux rectangles plantés d'arbres placés de part et d'autre de l'axe de symétrie, tandis le reste de sa surface est entièrement pavée. La place est ouverte à la circulation automobile.

## Origine du nom
La place porte son nom actuel en hommage à Roger Salengro (1890-1936), homme politique socialiste français, ministre de l'Intérieur du Front populaire, dont le suicide provoqué par une campagne de calomnie a suscité en France une grande émotion ; de nombreux lieux publics français lui sont dédiés.

## Historique
Lorsque l'hôtel de la chambre des comptes de Bretagne est bâti, à partir de 1515, une esplanade est aménagée devant sa façade sud. Le bâtiment tombant en ruine, une nouvelle Chambre des comptes est projetée. En 1755, l'architecte Pierre Vigné de Vigny dessine, le premier, une place devant l'édifice envisagé. Il propose une place en hémicycle desservie par deux rues : vers l'est, une voie très courte barrée par le mur d'enceinte au niveau de la tour du Papergault. À l'ouest, la « rue de la chambre des comptes », menant à la place du Port-Communeau.
Le successeur de Vigné de Vigny, Jean-Baptiste Ceineray, profitant de la destruction des remparts, dessine, en 1761, une version plus ambitieuse de l'esplanade, destinée à mettre en valeur le bâtiment de la Chambre des comptes. Il choisit alors une forme carrée. Il projette trois rues, deux obliques et symétriques vers l'est et vers l'ouest, et une rue d'une largeur inhabituelle de 14 mètres (à comparer aux 9 mètres pour les autres rue les plus larges). Cette voie, perpendiculaire à la Chambre des comptes, rejoint la cathédrale, est baptisée rue Royale.
Ceineray conçoit la place comme une place « royale ». En 1763 il modifie son plan, reprend l'idée d'un hémicycle au niveau de la rue Royale. Il projette l'érection d'une statue du roi de France au centre de l'esplanade. Par deux fois, en 1766 et 1769, il modifie le plan de la place, qui vient alors au ras de la façade de la Chambre des comptes, achevée en 1783.
En 1781, c'est Mathurin Crucy, successeur de Ceineray comme architecte de la ville, qui définit les règles de construction des immeubles autour de la place. Elle n'est aménagée dans sa forme définitive qu'en 1786. La construction des maisons autour de la place et le long de la rue Royale est lente, le quartier peinant à être attirant pour les opérations immobilières. Le pavage de la place est achevé en 1788.
Le lieu, appelé « place de la Chambre-des-comptes », est baptisé, après 1792, « place du Département », puis « place de la Préfecture ».
An l'an VIII du calendrier révolutionnaire (mars-avril 1800), Crucy propose d'utiliser le tombeau de François II de Bretagne pour décorer une colonne commémorative installée au centre de la place de la Chambre des comptes de Bretagne, devenue place de la Préfecture. Le projet, présenté à Lucien Bonaparte, est rejeté par celui-ci.

## Bâtiments remarquables et lieux de mémoire
Sur les bâtiments autour de la place, les ouvertures du rez-de-chaussée et de l'entresol se présentent sous forme de baies à plate-bande.
L'hôtel de préfecture de la Loire-Atlantique est inscrit aux titre des monuments historique

### Dans les arts
La place sert de décor pour une scène du film Cessez-le-feu d'Emmanuel Courcol, sorti en 2017.